# دانیل کلور
دانیل کلور (انگلیسی: Daniel Klewer؛ زادهٔ ۴ مارس ۱۹۷۷) بازیکن فوتبال اهل آلمان است.
از باشگاه‌هایی که در آن بازی کرده‌است می‌توان به باشگاه فوتبال نورنبرگ و باشگاه فوتبال هانزا روستوک اشاره کرد.